# 오지카정
오지카정(일본어: 小値賀町)은 일본 나가사키현 고토 열도 북부의 오지카섬과 그 주변의 섬들을 행정구역으로 하는 기타마쓰우라군의 정이다.
봄에는 오지카 국제 음악 페스티벌이 열려 많은 관광객이 섬을 찾아온다.

## 지리
고토 열도 북쪽, 사세보시의 우쿠섬과 신카미고토정 사이에 위치하고 오지카 화산 군도의 크고 작은 섬들로 이루어져 있다. 정사무소는 오지카섬의 후에후키에 있고 이 부근이 가장 인구가 많다.

### 인접한 자치체
모두 해역을 사이에 두고 인접한다.
- 사세보시
- 신카미고토정

## 역사
- 1889년 4월 1일 - 정촌제 시행으로 현재의 정역에 후에후키촌·야나기촌·마에카타촌이 성립하였다.
- 1926년 4월 1일 - 후에후키촌·야나기촌·마에카타촌이 대등 합병해 오지카촌이 성립하였다.
- 1940년 2월 11일 - 오지카촌이 정으로 승격해 오지카정이 되었다.

## 산업
주요 산업은 어업이다.